# Тарджан, Джеймс
Джеймс Эдуард Тарджан (англ. James Edward Tarjan; род. 22 февраля 1952, Помона, Калифорния) — американский шахматист, гроссмейстер (1976).

## Карьера
Лучшие результаты в чемпионатах США: 1973 — 4-е; 1978 — 2-е; 1984 — 3—6-е места. В составе команды США участник пяти олимпиад (1974—1982), в том числе на 21-й (1974) показал результат 11 очков из 13 — 1—2-е место (2-я запасная доска). Участник межзонального турнира в Риге (1979) — 11-е место.
Лучшие результаты в других международных соревнованиях: Лон-Пайн (1972) — 2-5-е; Норвич (1972) — 2-е; Чикаго (1973) — 3—4-е; Нови-Сад (1975) — 2—4-е; Суботица и Лос-Анджелес (1975) — 1-е; Ванкувер (1976) — 1-е; Кито (1976) — 2-е, 1977 — 3—4-е; Скопье (1976) — 4-5-е; Гастингс (1976/1977) — 3-е; Саратога (1977) — 1—4-е; Манила (1977), Марибор (1978) и Богота (1979) — 2-е; Манчестер (1983) — 2—5-е; Вршац (1983) — 1—3-е места.
В 1984 году бросил профессиональные занятия шахматами и стал библиотекарем. В 2014 году вернулся к шахматным первенствам и участвовал в U.S. Open Chess Championship. В 2017 году на турнире Isle of Man International Masters обыграл экс-чемпиона мира Владимира Крамника.

## Семья
Отец — Джордж Тарджан (при рождении Дьёрдь Тарьян, 1912—1991), уроженец Жолны и выпускник медицинского факультета Будапештского университета, — эмигрировал в США в 1939 году, тогда как его родители и брат в силу еврейского происхождения были заключены в концентрационный лагерь; в США стал детским психиатром и был избран президентом Американской психиатрической ассоциации. Дед — политик и политолог Эдён Тарьян (венг. Tarján Ödön; при рождении Вайс, 1882—1946) — основатель Словацкой венгерской партии, автор книг по региональной политике в отношении национальных меньшинств. Брат — математик Роберт Тарджан.

## Изменения рейтинга
| Графики недоступны из-за технических проблем. См. информацию на Фабрикаторе и на mediawiki.org. |